# Wielodróż
Wielodróż – wieś w Polsce położona w województwie mazowieckim, w powiecie przasnyskim, w gminie Przasnysz. Ma status sołectwa. Przez miejscowość przepływa Węgierka, dopływ Orzyca.
Nazwa wsi pochodzi od staropolskiego imienia męskiego Wieledrog.
W latach 1975–1998 miejscowość administracyjnie należała do województwa ostrołęckiego.